# Lanyin-Mandarijn
Lanyinguanhua is een vorm van het Mandarijn die in Noord-Gansu, Noord-Ningxia en Noord- en Oost-Sinkiang wordt gesproken. Samen zijn dat zesenvijftig arrondissementen. Deze vorm heeft drie toonhoogtes en wordt soms nog geschreven in xiao'erjing. Ook is het verwant met het Dunganees in Kirgizistan. De naam Lanyinguanhua komt van de afkorting van Lanzhou en Yinzhou. Deze twee steden zijn de grootste steden waar men het meest van deze vorm van het Mandarijn spreekt.
- Sino-Tibetaanse talen
  - Chinese talen
    - Mandarijn
      - Lanyin-Mandarijn